# 克利緬托韋 (科托夫斯克區)
47°48′26″N 29°17′26″E / 47.80722°N 29.29056°E
克利門托韋（烏克蘭語：Климентове）是位於烏克蘭西南部的村莊，由敖德萨州波季利斯克区的庫亞利尼克市鎮負責管轄。該村始建於1907年，面積0.65平方公里，海拔高度223米，2001年人口274，人口密度每平方公里421.54人。